# Isola di Farasan
L'Isola di Farasan (in arabo جزيرة فرسان‎?; traslitterato: Jazyrat Farasan) è la più grande isola delle Isole Farasan, nel Mar Rosso. Si trova a circa 50 km al largo di Jizan, l'estrema parte sud-occidentale dell'Arabia Saudita. Si trova intorno alle coordinate 16°42′21″N 41°59′00″E. La città principale dell'isola è Farasan. Il "Santuario marino dell'isola di Farasan" è stato creato intorno all'isola per proteggere la biodiversità.

## Da Jizan a Farasan
La distanza tra Jizan e Farasan è di 50 chilometri (31 mi) . Su questa rotta vengono utilizzati sia traghetti sia i flukas (piccole imbarcazioni locali).
Il passaggio in traghetto è gratuito. Il traghetto trasporta 35-40 auto e può ospitare circa 800 persone. Nuovi traghetti sono stati messi in servizio nel 2006, riducendo i tempi di viaggio tra Jizan e Farasan dalle tre ore a un'ora. Ci sono due traghetti al giorno (da Farasan a Jizan alle 7:30 e alle 15:30, da Jizan a Farasan anche alle 7:30 e alle 15:30 (al novembre 2019).
I flukas trasportano fino a dodici passeggeri e impiegano un'ora per effettuare la traversata; operano a noleggio anziché a orari fissi, con un costo di 50 SR per passeggero con una tariffa minima di 350 SR (al 2020).